# Leichtathletik-Weltcup 1977
Der 1. Leichtathletik-Weltcup fand vom 2. bis 4. September 1977 im Rheinstadion von Düsseldorf (Bundesrepublik Deutschland) statt.
Es nahmen 309 Athleten aus 54 Nationen teil. Sieger wurde bei den Männern die Mannschaft der DDR und bei den Frauen die Mannschaft von Europa.

## Punktevergabe
| Platz | Punkte |
| ----- | ------ |
| 1     | 9      |
| 2     | 7      |
| 3     | 6      |
| 4     | 5      |
| 5     | 4      |
| 6     | 3      |
| 7     | 2      |
| 8     | 1      |

## Endstand

### Männer
| Platz | Team           | Punkte |
| ----- | -------------- | ------ |
| 1     | DDR            | 127    |
| 2     | USA            | 120    |
| 3     | BR Deutschland | 112    |
| 4     | Europa         | 111    |
| 5     | Amerika        | 92     |
| 6     | Afrika         | 78     |
| 7     | Ozeanien       | 48     |
| 8     | Asien          | 44     |

### Frauen
| Platz | Team     | Punkte |
| ----- | -------- | ------ |
| 1     | Europa   | 109    |
| 2     | DDR      | 93     |
| 3     | UdSSR    | 90     |
| 4     | USA      | 60     |
| 5     | Amerika  | 56     |
| 6     | Ozeanien | 46     |
| 7     | Afrika   | 32     |
| 8     | Asien    | 30     |

## Ergebnisse Männer

### 100 m
| Platz | Athlet              | Team | Land | Zeit (s) | Punkte |
| ----- | ------------------- | ---- | ---- | -------- | ------ |
| 1     | Steve Williams      | USA  | USA  | 10,13    | 9      |
| 2     | Eugen Ray           | GDR  | GDR  | 10,15    | 7      |
| 3     | Silvio Leonard      | AME  | CUB  | 10,19    | 6      |
| 4     | Pietro Mennea       | EUR  | ITA  | 10,37    | 5      |
| 5     | Werner Bastians     | FRG  | FRG  | 10,57    | 4      |
| 6     | Suchart Jaesuraparp | ASI  | THA  | 10,67    | 3      |
| 7     | Amadou Meïté        | AFR  | CIV  | 10,70    | 2      |
| 8     | Paul Narracott      | OCE  | AUS  | 10,71    | 1      |

2. September
Wind: −0,3 m/s

### 200 m
| Platz | Athlet                | Team | Land | Zeit (s) | Punkte |
| ----- | --------------------- | ---- | ---- | -------- | ------ |
| 1     | Clancy Edwards        | USA  | USA  | 20,17    | 9      |
| 2     | Pietro Mennea         | EUR  | ITA  | 20,17    | 7      |
| 3     | Silvio Leonard        | AME  | CUB  | 20,30    | 6      |
| 4     | Eugen Ray             | GDR  | GDR  | 20,57    | 5      |
| 5     | Bernd Sattler         | FRG  | FRG  | 20,98    | 4      |
| 6     | Toshio Toyota         | ASI  | JPN  | 21,24    | 3      |
| 7     | Georges Kablan Degnan | AFR  | CIV  | 21,26    | 2      |
| 8     | Colin McQueen         | OCE  | AUS  | 21,75    | 1      |

4. September
Wind: 1,0 m/s

### 400 m
| Platz | Athlet                 | Team | Land | Zeit (s) | Punkte |
| ----- | ---------------------- | ---- | ---- | -------- | ------ |
| 1     | Alberto Juantorena     | AME  | CUB  | 45,36    | 9      |
| 2     | Volker Beck            | GDR  | GDR  | 45,50    | 7      |
| 3     | Robert Taylor          | USA  | USA  | 45,57    | 6      |
| 4     | Ryszard Podlas         | EUR  | POL  | 45,60    | 5      |
| 5     | Franz-Peter Hofmeister | FRG  | FRG  | 45,78    | 4      |
| 6     | Uday Krishna Prabhu    | ASI  | IND  | 47,75    | 3      |
|       | Felix Imadiyi          | AFR  | NGR  | DNS      |        |
|       | Rick Mitchell          | OCE  | AUS  | DNS      |        |

4. September
Das am 3. September ausgetragene Rennen wurde wiederholt, da Juantorena, der Dritter hinter Beck und Podlas geworden war, sich beschwerte, er habe den Startschuss in der Lärmkulisse der Kameras und eines Flugzeugs nicht gehört. In der Tat hatte der in Bahn 8 laufende Kubaner sich erst viel später in Bewegung gesetzt als seine Konkurrenten, nach einer 100-Meter-Zwischenzeit von 12,8 s die letzten 300 m in 33,1 s zurückgelegt und den Sieg nur um 0,04 s verpasst.

### 800 m
| Platz | Athlet             | Team | Land | Zeit (min) | Punkte |
| ----- | ------------------ | ---- | ---- | ---------- | ------ |
| 1     | Alberto Juantorena | AME  | CUB  | 1:44,04    | 9      |
| 2     | Mike Boit          | AFR  | KEN  | 1:44,14    | 7      |
| 3     | Willi Wülbeck      | FRG  | FRG  | 1:45,47    | 6      |
| 4     | Mark Enyeart       | USA  | USA  | 1:45,52    | 5      |
| 5     | Jozef Plachý       | EUR  | TCH  | 1:45,53    | 4      |
| 6     | John Higham        | OCE  | AUS  | 1:46,15    | 3      |
| 7     | Olaf Beyer         | GDR  | GDR  | 1:46,59    | 2      |
| 8     | Sriram Singh       | ASI  | IND  | 1:47,28    | 1      |

2. September

### 1500 m
| Platz | Athlet               | Team | Land | Zeit (min) | Punkte |
| ----- | -------------------- | ---- | ---- | ---------- | ------ |
| 1     | Steve Ovett          | EUR  | GBR  | 3:34,45    | 9      |
| 2     | Thomas Wessinghage   | FRG  | FRG  | 3:35,98    | 7      |
| 3     | Jürgen Straub        | GDR  | GDR  | 3:37,5     | 6      |
| 4     | Abderrahmane Morceli | AFR  | ALG  | 3:37,8     | 5      |
| 5     | Takashi Ishii        | ASI  | JPN  | 3:38,2     | 4      |
| 6     | Dave Hill            | AME  | CAN  | 3:39,2     | 3      |
| 7     | Steve Scott          | USA  | USA  | 3:44,0     | 2      |
|       | John Walker          | OCE  | NZL  | DNF        |        |

3. September

### 5000 m
| Platz | Athlet            | Team | Land | Zeit (min) | Punkte |
| ----- | ----------------- | ---- | ---- | ---------- | ------ |
| 1     | Miruts Yifter     | AFR  | ETH  | 13:13,82   | 9      |
| 2     | Marty Liquori     | USA  | USA  | 13:15,06   | 7      |
| 3     | David Fitzsimons  | OCE  | AUS  | 13:17,42   | 6      |
| 4     | Nick Rose         | EUR  | GBR  | 13:20,35   | 5      |
| 5     | Manfred Kuschmann | GDR  | GDR  | 13:24,98   | 4      |
| 6     | Karl Fleschen     | FRG  | FRG  | 13:31,7    | 3      |
| 7     | Hideki Kita       | ASI  | JPN  | 13:40,4    | 2      |
| 8     | Domingo Tibaduiza | AME  | COL  | 14:13,3    | 1      |

4. September

### 10.000 m
| Platz | Athlet          | Team | Land | Zeit (min) | Punkte |
| ----- | --------------- | ---- | ---- | ---------- | ------ |
| 1     | Miruts Yifter   | AFR  | ETH  | 28:32,3    | 9      |
| 2     | Jörg Peter      | GDR  | GDR  | 28:34,0    | 7      |
| 3     | Jos Hermens     | EUR  | NED  | 28:35,0    | 6      |
| 4     | Detlef Uhlemann | FRG  | FRG  | 28:38,7    | 5      |
| 5     | Rodolfo Gómez   | AME  | MEX  | 28:45,5    | 4      |
| 6     | Frank Shorter   | USA  | USA  | 28:52,5    | 3      |
| 7     | Toshiaki Kamata | ASI  | JPN  | 28:56,3    | 2      |
|       | Chris Wardlaw   | OCE  | AUS  | DNF        |        |

2. September

### 3000 m Hindernis
| Platz | Athlet            | Team | Land | Zeit (min) | Punkte |
| ----- | ----------------- | ---- | ---- | ---------- | ------ |
| 1     | Michael Karst     | FRG  | FRG  | 8:21,60    | 9      |
| 2     | Eshetu Tura       | AFR  | ETH  | 8:22,5     | 7      |
| 3     | George Malley     | USA  | USA  | 8:25,2     | 6      |
| 4     | Euan Robertson    | OCE  | NZL  | 8:25,5     | 5      |
| 5     | Frank Baumgartl   | GDR  | GDR  | 8:26,4     | 4      |
| 6     | Masanari Shintaku | ASI  | JPN  | 8:48,7     | 3      |
| 7     | Carlos Martínez   | AME  | MEX  | 8:58,7     | 2      |
|       | Dan Glans         | EUR  | SWE  | DNF        |        |

3. September

### 110 m Hürden
| Platz | Athlet            | Team | Land | Zeit (s) | Punkte |
| ----- | ----------------- | ---- | ---- | -------- | ------ |
| 1     | Thomas Munkelt    | GDR  | GDR  | 13,41    | 9      |
| 2     | Alejandro Casañas | AME  | CUB  | 13,50    | 7      |
| 3     | Charles Foster    | USA  | USA  | 13,51    | 6      |
| 4     | Jan Pusty         | EUR  | POL  | 13,66    | 5      |
| 5     | Godwin Obasogie   | AFR  | NGR  | 13,95    | 4      |
| 6     | Dieter Gebhard    | FRG  | FRG  | 14,09    | 3      |
| 7     | Warren Parr       | OCE  | AUS  | 14,23    | 2      |
| 8     | Ishtiaq Mubarak   | ASI  | MAS  | 14,37    | 1      |

4. September
Wind: 0,0 m/s

### 400 m Hürden
| Platz | Athlet           | Team | Land | Zeit (s) | Punkte |
| ----- | ---------------- | ---- | ---- | -------- | ------ |
| 1     | Edwin Moses      | USA  | USA  | 47,58    | 9      |
| 2     | Volker Beck      | GDR  | GDR  | 48,83    | 7      |
| 3     | Harald Schmid    | FRG  | FRG  | 48,85    | 6      |
| 4     | Alan Pascoe      | EUR  | GBR  | 49,73    | 5      |
| 5     | Peter Rwamuhanda | AFR  | UGA  | 50,48    | 4      |
| 6     | Garry Brown      | OCE  | AUS  | 50,89    | 3      |
| 7     | Dámaso Alfonso   | AME  | CUB  | 50,95    | 2      |
| 8     | Takashi Nagao    | ASI  | JPN  | 52,10    | 1      |

2. September

### 4 × 100 m Staffel
| Platz | Team           | Athleten                                                                                 | Zeit (s) | Punkte |
| ----- | -------------- | ---------------------------------------------------------------------------------------- | -------- | ------ |
| 1     | USA            | Bill Collins Steve Riddick Cliff Wiley Steve Williams                                    | 38,03 WR | 9      |
| 2     | DDR            | Manfred Kokot Eugen Ray Detlef Kübeck Alexander Thieme                                   | 38,57    | 7      |
| 3     | Amerika        | Rui da Silva (BRA) Silvio Leonard (CUB) Donald Quarrie (JAM) Osvaldo Lara (CUB)          | 38,66    | 6      |
| 4     | Europa (URS)   | Alexandr Aksinin Nikolai Kolesnikow Juri Silow Walerij Borsow                            | 39,05    | 5      |
| 5     | BR Deutschland | Werner Bastians Bernd Sattler Dieter Steinmann Michael Gruse                             | 39,20    | 4      |
| 6     | Afrika         | Samson Oyeledon (NGR) Théophile Nkounkou (CGO) Amadou Meïté (CIV) Momar N’Dao (SEN)      | 39,74    | 3      |
| 7     | Ozeanien       | Paul Narracott (AUS) Barry Besanko (AUS) Gary Henley-Smith (NZL) Colin McQueen (AUS)     | 40,08    | 2      |
| 8     | Asien          | Anat Ratanapol (THA) Suchart Jaesuraparp (THA) Ok Sein-jin (KOR) Farhan Al-Rumaihi (QAT) | 41,09    | 1      |

3. September

### 4 × 400 m Staffel
| Platz | Team           | Athleten                                                                              | Zeit (min) | Punkte |
| ----- | -------------- | ------------------------------------------------------------------------------------- | ---------- | ------ |
| 1     | BR Deutschland | Lothar Krieg Franz-Peter Hofmeister Harald Schmid Bernd Herrmann                      | 3:01,24    | 9      |
| 2     | Europa         | Josip Alebić (YUG) Francis Demarthon (FRA) David Jenkins (GBR) Ryszard Podlas (POL)   | 3:02,47    | 7      |
| 3     | Amerika        | Delmo da Silva (BRA) Fred Sowerby (ANT) Bryan Saunders (CAN) Alberto Juantorena (CUB) | 3:02,77    | 6      |
| 4     | DDR            | Reinhard Kokot Olaf Beyer Gunter Arnold Volker Beck                                   | 3:03,91    | 5      |
| 5     | Afrika         | Georges Kablan Degnan (CIV) Samson Kebenei (KEN) Dele Udo (NGR) Felix Imadiyi (NGR)   | 3:04,28    | 4      |
| 6     | Ozeanien       | John Higham (AUS) Rick Mitchell (AUS) Anthony Hodgins (AUS) Steve Erkkila (NZL)       | 3:06,3     | 3      |
| 7     | Asien          | Ku Boon-Chil (KOR) Reza Entezari (IRI) Wang Lung-Hua (TPE) Uday Krishna Prabhu (IND)  | 3:10,9     | 2      |
|       | USA            | Stan Vinson Tom Andrews Edwin Moses Maxie Parks                                       | DNF        |        |

4. September
Vor dem letzten Wettbewerb lag die DDR zwei Punkte vor den USA. Alles sah danach aus, als ob die USA diesen Vorsprung wettmachen könnten, denn beim dritten Wechsel lag das US-Team auf dem ersten und das DDR-Team auf dem vierten Platz. Dann jedoch zog sich Parks eine Zerrung zu und musste aufgeben.

### Hochsprung
| Platz | Athlet           | Team | Land | Höhe (m) | Punkte |
| ----- | ---------------- | ---- | ---- | -------- | ------ |
| 1     | Rolf Beilschmidt | GDR  | GDR  | 2,30     | 9      |
| 2     | Dwight Stones    | USA  | USA  | 2,27     | 7      |
| 3     | Jacek Wszoła     | EUR  | POL  | 2,24     | 6      |
| 4     | Carlo Thränhardt | FRG  | FRG  | 2,21     | 5      |
| 5     | Paul Ngadjadoum  | AFR  | CHA  | 2,15     | 4      |
| 6     | Richard Spencer  | AME  | CUB  | 2,15     | 3      |
| 7     | Gordon Windeyer  | OCE  | AUS  | 2,10     | 2      |
| 8     | Teymour Ghiassi  | ASI  | IRI  | 2,10     | 1      |

4. September

### Stabhochsprung
| Platz | Athlet                | Team | Land | Höhe (m) | Punkte |
| ----- | --------------------- | ---- | ---- | -------- | ------ |
| 1     | Mike Tully            | USA  | USA  | 5,60     | 9      |
| 2     | Władysław Kozakiewicz | EUR  | POL  | 5,55     | 7      |
| 3     | Axel Weber            | GDR  | GDR  | 5,30     | 6      |
| 4     | Donald Baird          | OCE  | AUS  | 5,20     | 5      |
| 5     | Itsuo Takanezawa      | ASI  | JPN  | 5,10     | 4      |
| 6     | Günther Lohre         | FRG  | FRG  | 5,10     | 3      |
| 7     | Bruce Simpson         | AME  | CAN  | 4,90     | 2      |
|       | Lakhdar Rahal         | AFR  | ALG  | NH       |        |

3. September

### Weitsprung
| Platz | Athlet             | Team | Land | Weite (m) | Punkte |
| ----- | ------------------ | ---- | ---- | --------- | ------ |
| 1     | Arnie Robinson     | USA  | USA  | 8,19      | 9      |
| 2     | Hans Baumgartner   | FRG  | FRG  | 7,96      | 7      |
| 3     | Charlton Ehizuelen | AFR  | NGR  | 7,89      | 6      |
| 4     | Nenad Stekić       | EUR  | YUG  | 7,79      | 5      |
| 5     | Frank Wartenberg   | GDR  | GDR  | 7,79      | 4      |
| 6     | Jun’ichi Usui      | ASI  | JPN  | 7,68      | 3      |
| 7     | Kerry Hill         | OCE  | NZL  | 7,18      | 2      |
| 8     | David Giralt       | AME  | CUB  | 6,77      | 1      |

2. September

### Dreisprung
| Platz | Athlet                  | Team | Land | Weite (m) | Punkte |
| ----- | ----------------------- | ---- | ---- | --------- | ------ |
| 1     | João Carlos de Oliveira | AME  | BRA  | 16,68     | 9      |
| 2     | Anatoli Piskulin        | EUR  | URS  | 16,61     | 7      |
| 3     | Klaus Hufnagel          | GDR  | GDR  | 16,43     | 6      |
| 4     | Charlton Ehizuelen      | AFR  | NGR  | 16,31     | 5      |
| 5     | Milan Tiff              | USA  | USA  | 16,24     | 4      |
| 6     | Wolfgang Kolmsee        | FRG  | FRG  | 16,24     | 3      |
| 7     | Toshiaki Inoue          | ASI  | JPN  | 15,89     | 2      |
| 8     | Don Commons             | OCE  | AUS  | 14,70     | 1      |

3. September

### Kugelstoßen
| Platz | Athlet                | Team | Land | Weite (m) | Punkte |
| ----- | --------------------- | ---- | ---- | --------- | ------ |
| 1     | Udo Beyer             | GDR  | GDR  | 21,74     | 9      |
| 2     | Reijo Ståhlberg       | EUR  | FIN  | 20,46     | 7      |
| 3     | Ralf Reichenbach      | FRG  | FRG  | 19,97     | 6      |
| 4     | Terry Albritton       | USA  | USA  | 19,85     | 5      |
| 5     | Bruno Pauletto        | AME  | CAN  | 18,30     | 4      |
| 6     | Emad Fayez            | AFR  | EGY  | 17,46     | 3      |
| 7     | Bahadur Singh Chouhan | ASI  | IND  | 17,43     | 2      |
| 8     | Keith Falle           | OCE  | NZL  | 15,92     | 1      |

2. September

### Diskuswurf
| Platz | Athlet           | Team | Land | Weite (m) | Punkte |
| ----- | ---------------- | ---- | ---- | --------- | ------ |
| 1     | Wolfgang Schmidt | GDR  | GDR  | 67,14     | 9      |
| 2     | Mac Wilkins      | USA  | USA  | 66,64     | 7      |
| 3     | Hein-Direck Neu  | FRG  | FRG  | 62,64     | 6      |
| 4     | Markku Tuokko    | EUR  | FIN  | 61,36     | 5      |
| 5     | Julián Morrinson | AME  | CUB  | 58,98     | 4      |
| 6     | Praveen Kumar    | ASI  | IND  | 53,24     | 3      |
| 7     | Robin Tait       | OCE  | NZL  | 52,90     | 2      |
| 8     | Tarwat Said      | AFR  | EGY  | 45,12     | 1      |

2. September

### Hammerwurf
| Platz | Athlet           | Team | Land | Weite (m) | Punkte |
| ----- | ---------------- | ---- | ---- | --------- | ------ |
| 1     | Karl-Hans Riehm  | FRG  | FRG  | 75,64     | 9      |
| 2     | Jochen Sachse    | GDR  | GDR  | 75,40     | 7      |
| 3     | Peter Farmer     | OCE  | AUS  | 73,92     | 6      |
| 4     | Jurij Sedych     | EUR  | URS  | 72,20     | 5      |
| 5     | Scott Neilson    | AME  | CAN  | 67,18     | 4      |
| 6     | Emmitt Berry     | USA  | USA  | 63,16     | 3      |
| 7     | No Kyung-Yul     | ASI  | KOR  | 57,88     | 2      |
| 8     | Youssef Ben Abid | AFR  | TUN  | 49,88     | 1      |

3. September

### Speerwurf
| Platz | Athlet           | Team | Land | Weite (m) | Punkte |
| ----- | ---------------- | ---- | ---- | --------- | ------ |
| 1     | Michael Wessing  | FRG  | FRG  | 87,46     | 9      |
| 2     | Wolfgang Hanisch | GDR  | GDR  | 84,28     | 7      |
| 3     | Miklós Németh    | EUR  | HUN  | 80,82     | 6      |
| 4     | Rod Ewaliko      | USA  | USA  | 77,26     | 5      |
| 5     | Juan Jarvis      | AME  | CUB  | 77,06     | 4      |
| 6     | Mike O’Rourke    | OCE  | NZL  | 74,46     | 3      |
| 7     | Ali Memmi        | AFR  | TUN  | 70,48     | 2      |
| 8     | Muhammad Munir   | ASI  | PAK  | 69,54     | 1      |

4. September

## Ergebnisse Frauen

### 100 m
| Platz | Athletin              | Team | Land | Zeit (s) | Punkte |
| ----- | --------------------- | ---- | ---- | -------- | ------ |
| 1     | Marlies Oelsner       | GDR  | GDR  | 11,16    | 9      |
| 2     | Sonia Lannaman        | EUR  | GBR  | 11,26    | 7      |
| 3     | Silvia Chivás         | AME  | CUB  | 11,34    | 6      |
| 4     | Ljudmila Storoschkowa | URS  | URS  | 11,40    | 5      |
| 5     | Evelyn Ashford        | USA  | USA  | 11,48    | 4      |
| 6     | Utifon Ufon Oko       | AFR  | NGR  | 11,62    | 3      |
| 7     | Denise Robertson      | OCE  | AUS  | 11,89    | 2      |
| 8     | Lee Eun-ja            | ASI  | KOR  | 12,21    | 1      |

3. September
Wind: 0,0 m/s

### 200 m
| Platz | Athletin              | Team | Land | Zeit (s) | Punkte |
| ----- | --------------------- | ---- | ---- | -------- | ------ |
| 1     | Irena Szewińska       | EUR  | POL  | 22,72    | 9      |
| 2     | Bärbel Eckert         | GDR  | GDR  | 23,02    | 7      |
| 3     | Tetjana Prorotschenko | URS  | URS  | 23,26    | 6      |
| 4     | Evelyn Ashford        | USA  | USA  | 23,41    | 5      |
| 5     | Silvia Chivás         | AME  | CUB  | 23,45    | 4      |
| 6     | Denise Robertson      | OCE  | AUS  | 23,82    | 3      |
| 7     | Utifon Ufon Oko       | AFR  | NGR  | 24,17    | 2      |
| 8     | Emiko Konishi         | ASI  | JPN  | 25,22    | 1      |

2. September
Wind: −0,7 m/s

### 400 m
| Platz | Athletin        | Team | Land | Zeit (s) | Punkte |
| ----- | --------------- | ---- | ---- | -------- | ------ |
| 1     | Irena Szewińska | EUR  | POL  | 49,52    | 9      |
| 2     | Marita Koch     | GDR  | GDR  | 49,76    | 7      |
| 3     | Marina Sidorowa | URS  | URS  | 51,29    | 6      |
| 4     | Sharon Dabney   | USA  | USA  | 51,96    | 5      |
| 5     | Aurelia Pentón  | AME  | CUB  | 52,33    | 4      |
| 6     | Verna Burnard   | OCE  | AUS  | 52,57    | 3      |
| 7     | Ruth Waithera   | AFR  | KEN  | 53,90    | 2      |
| 8     | Than Than Lwin  | ASI  | MYA  | 55,88    | 1      |

4. September

### 800 m
| Platz | Athletin            | Team | Land | Zeit (min) | Punkte |
| ----- | ------------------- | ---- | ---- | ---------- | ------ |
| 1     | Totka Petrowa       | EUR  | BUL  | 1:59,20    | 9      |
| 2     | Christina Liebetrau | GDR  | GDR  | 1:59,47    | 7      |
| 3     | Swetlana Styrkina   | URS  | URS  | 1:59,72    | 6      |
| 4     | Anne Mackie-Morelli | AME  | CAN  | 2:02,45    | 5      |
| 5     | Sue Latter          | USA  | USA  | 2:05,0     | 4      |
| 6     | Rose Tata           | AFR  | KEN  | 2:07,5     | 3      |
| 7     | Phyllis Lazarakis   | OCE  | AUS  | 2:07,7     | 2      |
| 8     | Pazit Fabian        | ASI  | ISR  | 2:12,9     | 1      |

3. September

### 1500 m
| Platz | Athletin          | Team | Land | Zeit (min) | Punkte |
| ----- | ----------------- | ---- | ---- | ---------- | ------ |
| 1     | Tatjana Kasankina | URS  | URS  | 4:12,74    | 9      |
| 2     | Francie Larrieu   | USA  | USA  | 4:13,0     | 7      |
| 3     | Ulrike Bruns      | GDR  | GDR  | 4:13,1     | 6      |
| 4     | Natalia Mărășescu | EUR  | ROU  | 4:13,1     | 5      |
| 5     | Penny Werthner    | AME  | CAN  | 4:14,6     | 4      |
| 6     | Sakina Boutamine  | AFR  | ALG  | 4:18,5     | 3      |
| 7     | Junko Yoshitomi   | ASI  | JPN  | 4:24,8     | 2      |
| 8     | Anne Garrett      | OCE  | NZL  | 4:31,5     | 1      |

2. September

### 3000 m
| Platz | Athletin           | Team | Land | Zeit (min) | Punkte |
| ----- | ------------------ | ---- | ---- | ---------- | ------ |
| 1     | Grete Waitz        | EUR  | NOR  | 08:43,5    | 9      |
| 2     | Ljudmila Bragina   | URS  | URS  | 08:46,3    | 7      |
| 3     | Jan Merrill        | USA  | USA  | 08:46,6    | 6      |
| 4     | Ulrike Bruns       | GDR  | GDR  | 08:49,2    | 5      |
| 5     | Angela Cook        | OCE  | AUS  | 09:14,6    | 4      |
| 6     | Debbie Scott       | AME  | CAN  | 09:18,7    | 3      |
| 7     | Elizabeth Cheptum  | AFR  | KEN  | 09:22,1    | 2      |
| 8     | Kandasamy Jayamani | ASI  | SIN  | 10:10,5    | 1      |

4. September

### 100 m Hürden
| Platz | Athletin             | Team | Land | Zeit (s) | Punkte |
| ----- | -------------------- | ---- | ---- | -------- | ------ |
| 1     | Grażyna Rabsztyn     | EUR  | POL  | 12,70    | 9      |
| 2     | Johanna Klier        | GDR  | GDR  | 12,86    | 7      |
| 3     | Ljubow Nikitenko     | URS  | URS  | 12,87    | 6      |
| 4     | Esther Roth          | ASI  | ISR  | 13,26    | 5      |
| 5     | Patty Van Wolvelaere | USA  | USA  | 13,54    | 4      |
| 6     | Joanne MacLeod       | AME  | CAN  | 14,00    | 3      |
| 7     | Modupe Oshikoya      | AFR  | NGR  | 14,02    | 2      |
| 8     | Glynis Nunn          | OCE  | AUS  | 14,75    | 1      |

3. September
Wind: 0,0 m/s

### 4 × 100 m Staffel
| Platz | Team     | Athletinnen                                                                               | Zeit (s) | Punkte |
| ----- | -------- | ----------------------------------------------------------------------------------------- | -------- | ------ |
| 1     | Europa   | Elvira Possekel (FRG) Andrea Lynch (GBR) Annegret Richter (FRG) Sonia Lannaman (GBR)      | 42,51    | 9      |
| 2     | DDR      | Monika Hamann Romy Schneider Ingrid Brestrich Marlies Oelsner                             | 42,65    | 7      |
| 3     | UdSSR    | Wera Anissimowa Ljudmila Maslakowa Marina Sidorowa Ljudmila Storoschkowa                  | 42,91    | 6      |
| 4     | Amerika  | Leleith Hodges (JAM) Silvia Chivás (CUB) Patty Loverock (CAN) Jacqueline Pusey (JAM)      | 42,95    | 5      |
| 5     | Ozeanien | Wendy Brown (NZL) Raelene Boyle (AUS) Barbara Wilson (AUS) Debbie Wells (AUS)             | 44,20    | 4      |
| 6     | Afrika   | Eno Ekpo (NGR) Nzaeli Kyomo (TAN) Fatou Cissokho (SEN) Utifon Ufon Oko (NGR)              | 46,67    | 3      |
| 7     | Asien    | Carolina Rieuwpassa (INA) Marina Chin Leng Sim (MAS) Emiko Konishi (JPN) Lee Eun-ja (KOR) | 47,40    | 2      |
|       | USA      | Renaye Bowen Pamela Jiles Rosalyn Bryant Evelyn Ashford                                   | DNF      |        |

4. September

### 4 × 400 m Staffel
| Platz | Team           | Athletinnen                                                                             | Zeit (min) | Punkte |
| ----- | -------------- | --------------------------------------------------------------------------------------- | ---------- | ------ |
| 1     | DDR            | Bettina Popp Barbara Krug Christina Brehmer Marita Koch                                 | 3:24,04    | 9      |
| 2     | Europa         | Rita Bottiglieri (ITA) Donna Hartley (GBR) Dagmar Fuhrmann (FRG) Irena Szewińska (POL)  | 3:25,8     | 7      |
| 3     | UdSSR          | Ljudmila Aksjonowa Natalja Sokolowa Tetjana Prorotschenko Marina Sidorowa               | 3:27,0     | 6      |
| 4     | Ozeanien (AUS) | Marian Fisher Verna Burnard Beth Nail Christine Dale                                    | 3:30,5     | 5      |
| 5     | Amerika        | Joyce Yakubowich (CAN) Jacqueline Pusey (JAM) Helen Blake (JAM) Aurelia Pentón (CUB)    | 3:31,0     | 4      |
| 6     | USA            | Sharon Dabney Pamela Jiles Kim Thomas Rosalyn Bryant                                    | 3:33,0     | 3      |
| 7     | Afrika         | Ruth Kyalisima (UGA) Marième Boye (SEN) Tekla Chemabwai (KEN) Ruth Waithera (KEN)       | 3:36,3     | 2      |
| 8     | Asien          | Lai Lee-Chiao (TPE) Keiko Nagasawa (JPN) Carolina Rieuwpassa (INA) Than Than Lwin (MYA) | 3:53,8     | 1      |

2. September

### Hochsprung
| Platz | Athletin            | Team | Land | Höhe (m) | Punkte |
| ----- | ------------------- | ---- | ---- | -------- | ------ |
| 1     | Rosemarie Ackermann | GDR  | GDR  | 1,98     | 9      |
| 2     | Sara Simeoni        | EUR  | ITA  | 1,92     | 7      |
| 3     | Debbie Brill        | AME  | CAN  | 1,89     | 6      |
| 4     | Louise Ritter       | USA  | USA  | 1,83     | 5      |
| 5     | Nadseja Marynenka   | URS  | URS  | 1,83     | 4      |
| 6     | Christine Annison   | OCE  | AUS  | 1,75     | 3      |
| 7     | Tamami Yagi         | ASI  | JPN  | 1,75     | 2      |
| 8     | Caromella Mumbi     | AFR  | ZAM  | 1,60     | 1      |

2. September

### Weitsprung
| Platz | Athletin          | Team | Land | Weite (m) | Punkte |
| ----- | ----------------- | ---- | ---- | --------- | ------ |
| 1     | Lyn Jacenko       | OCE  | AUS  | 6,54      | 9      |
| 2     | Jarmila Nygrýnová | EUR  | TCH  | 6,48      | 7      |
| 3     | Tetjana Skatschko | URS  | URS  | 6,48      | 6      |
| 4     | Brigitte Künzel   | GDR  | GDR  | 6,42      | 5      |
| 5     | Sumie Awara       | ASI  | JPN  | 6,23      | 4      |
| 6     | Modupe Oshikoya   | AFR  | NGR  | 6,15      | 3      |
| 7     | Jane Frederick    | USA  | USA  | 6,13      | 2      |
| 8     | Shonel Ferguson   | AME  | BAH  | 6,11      | 1      |

4. September

### Kugelstoßen
| Platz | Athletin                | Team | Land | Weite (m) | Punkte |
| ----- | ----------------------- | ---- | ---- | --------- | ------ |
| 1     | Helena Fibingerová      | EUR  | TCH  | 20,63     | 9      |
| 2     | Swetlana Kratschewskaja | URS  | URS  | 20,39     | 7      |
| 3     | Maren Seidler           | USA  | USA  | 15,50     | 6      |
| 4     | Lucette Moreau          | AME  | CAN  | 15,16     | 5      |
| 5     | Barbara Beable          | OCE  | NZL  | 15,02     | 4      |
| 6     | Paik Ok-ja              | ASI  | KOR  | 14,60     | 3      |
| 7     | Nnenna Njoku            | AFR  | NGR  | 12,43     | 2      |
|       | Ilona Slupianek         | GDR  | GDR  | DQ        |        |

3. September
Slupianek hatte mit 20,93 m den ersten Platz belegt, wurde aber disqualifiziert, als es bestätigt wurde, dass sie beim Leichtathletik-Europacup positiv auf Nandrolon getestet worden war.

### Diskuswurf
| Platz | Athletin        | Team | Land | Weite (m) | Punkte |
| ----- | --------------- | ---- | ---- | --------- | ------ |
| 1     | Faina Welewa    | URS  | URS  | 68,10     | 9      |
| 2     | Argentina Menis | EUR  | ROU  | 63,38     | 7      |
| 3     | Sabine Engel    | GDR  | GDR  | 63,12     | 6      |
| 4     | Lucette Moreau  | AME  | CAN  | 54,52     | 5      |
| 5     | Lynne Winbigler | USA  | USA  | 53,16     | 4      |
| 6     | Gael Mulhall    | OCE  | AUS  | 50,66     | 3      |
| 7     | Paik Ok-ja      | ASI  | KOR  | 45,68     | 2      |
| 8     | Fathia Jerbi    | AFR  | TUN  | 44,58     | 1      |

4. September

### Speerwurf
| Platz | Athletin               | Team | Land | Weite (m) | Punkte |
| ----- | ---------------------- | ---- | ---- | --------- | ------ |
| 1     | Ruth Fuchs             | GDR  | GDR  | 62,36     | 9      |
| 2     | Nadeschda Jakubowitsch | URS  | URS  | 62,02     | 7      |
| 3     | Tessa Sanderson        | EUR  | GBR  | 60,30     | 6      |
| 4     | Kate Schmidt           | USA  | USA  | 59,46     | 5      |
| 5     | Keiko Myogai           | ASI  | JPN  | 55,42     | 4      |
| 6     | Agnès Tchuinté         | AFR  | CMR  | 53,70     | 3      |
| 7     | Pam Matthews           | OCE  | AUS  | 51,14     | 2      |
| 8     | Marli dos Santos       | AME  | BRA  | 46,52     | 1      |

2. September